# 中华人民共和国外交部翻译司
中华人民共和国外交部翻译司（英語：Department of Translation and Interpretation of the Ministry of Foreign Affairs of the People's Republic of China），是中华人民共和国外交部直接领导的工作机关。

## 机构沿革
外交部翻譯室原为副司级单位。过家鼎于1981年至1986年其间任外交部翻译室主任；任职期间，翻译室的行政级别由副司级升为正司级，单位名称沿用“翻译室”不变。外交部翻譯室于2015年3月更名为外交部翻譯司，行政级别不变。
据2013年的报道，翻译室当时设英文处、法文处、培训处共三个处。

## 职能
外交部翻译司主要按照国务院和外交部给其确定的工作范围，负责办理以下各项工作：
- 负责国家重要外事活动、外交文件和文书的英、法、西、葡文翻译工作；
- 承担重大国际会议的同声传译和多语种翻译协调；
- 承担机关英、法、西、葡文高级翻译人员的专业培训工作。

外交部建立起一支拥有数十个语种的外交翻译队伍，除了翻译司承担的以上四個语种外，其他语种任务由相关地区司承担。

## 历任司长（主任）
- 过家鼎（1981－1986）
- 施燕华（1991－1994）
- 徐亚男（？－2001.11）
- 张援远（2001.11－2005）
- 陈明明（2005－2008）
- 姜江（2008－2013）
- 张建敏（2013－2018）
- 许晖（2018－2022）
- 周景兴（2022－）